# Đình Đỉnh Lự
Đình Đĩnh Lữ, một đình làng ở xã Tân Lộc, huyện Thạch Hà, tỉnh Hà Tĩnh, là một di tích lịch sử thuộc thế kỷ 16 đã được xếp hạng di tích lịch sử cấp quốc gia.
Đình được nhân dân quanh vùng dựng lên nhằm tưởng nhớ công ơn của vị tướng chống giặc ngoại xâm là Nguyễn Xí, và còn là nơi dân làng Đĩnh Lữ thực hành tín ngưỡng.
Những năm đầu thế kỷ 20, đình Đĩnh Lữ là nơi tập trung các danh sĩ yêu nước trong vùng để bàn cách chống Pháp như Mai Đình Hòe (tức cụ Quyền Vinh), Hoàng Khoái Lạc, Phan Gần, Mai Cát, Mai Đỉnh, Mai Thi Từ, Nguyễn Thị Duyến, Bùi Thị Tín, Nguyễn Cứ, Nguyễn Cường...
Đình Đĩnh Lữ cũng là địa điểm thành lập chi bộ Đảng Cộng sản Việt Nam sớm nhất của tỉnh Hà Tĩnh (thành lập ngay trong tháng 2 năm 1930). Các đảng viên đầu tiên của Chi bộ là Mai Cát, Nguyễn Cứ, Mai Đỉnh, Phan Gần, Hoàng Khoái Lạc...
Đình này đã từng là nơi trú ẩn của các chiến sĩ cách mạng, một số đã bị tra tấn đến chết như: Phan Gần, Mai Trác bị giặc tra tấn chết ở nhà lao Can Lộc...
Đình Đĩnh Lữ đã được tôn tạo lại khang trang và sạch đẹp, trở thành nhà truyền thống. Đình Đĩnh Lữ là nơi tổ chức các ngày lễ truyền thống - lịch sử của huyện Lộc Hà (nay là Thạch Hà) cũng như của tỉnh Hà Tĩnh.
Đình Đĩnh Lữ là Địa chỉ Đỏ trên quê hương cách mạng Xô viết Nghệ Tĩnh. Hiện nay hình ảnh về đình Đĩnh Lữ đã được Viện Bảo tàng Cách mạng Việt Nam trưng bày tại Bảo tàng. Đình Đỉnh Lữ nằm ở xã Tân Lộc huyện Can Lộc (nay là huyện Thạch Hà), tỉnh Hà Tĩnh. Đình Đỉnh Lữ nằm cách trung tâm huyện Can Lộc 8 km về phía Đông. Từ thành phố Vinh đi vào theo Quốc lộ 1 đến thị trấn Nghèn, đi về phía Đông 10 km là đến di tích. Đình nằm ngoài bìa làng ở phía Tây Nam xã Tân Lộc, phía Bắc giáp làng Kim Anh, phía Tây giáp làng Thụ Lộc, phía Đông giáp xã Bình Lộc.